# You and Your Friend
You and Your Friend è un brano musicale dei Dire Straits, scritto dal chitarrista e cantante Mark Knopfler. Fu distribuito come singolo solamente in Francia, dove raggiunse la 49ª posizione delle classifiche. Una versione dal vivo della canzone è contenuta nell'album On the Night.
Il testo del brano è incentrato sulle riflessioni di un innamorato tradito. Il titolo del pezzo deriva da quello della canzone Me and My Friends, un brano inedito risalente ai primi anni di attività della band.